# Sangoné Kandji
Sangoné Kandji (* 9. Juni 1992) ist eine senegalesische Leichtathletin, die im Weit- und Dreisprung an den Start geht. 2022 wurde sie Afrikameisterin im Dreisprung.

## Sportliche Laufbahn
Erste internationale Erfahrungen sammelte Sangoné Kandji bei den Juniorenafrikameisterschaften 2009 in Bambous, bei denen sie mit 5,82 m die Goldmedaille im Weitsprung gewann. Zwei Jahre später gewann sie bei den Juniorenafrikameisterschaften in Gaborone mit 5,59 m die Bronzemedaille. 2012 erreichte sie bei den Afrikameisterschaften in Porto-Novo mit 12,60 m den zehnten Platz im Dreisprung und schied mit 5,55 m in der Weitspringqualifikation aus. Vier Jahre später wurde sie bei den Afrikameisterschaften in Durban mit 12,98 m Sechste im Dreisprung und mit 6,00 m Siebte im Weitsprung. 2017 siegte sie mit 13,05 m bei den Islamic Solidarity Games in Baku und wurde bei den Spielen der Frankophonie in Abidjan mit 13,05 m Fünfte im Drei- und mit 5,69 m Zehnte im Weitsprung. Anschließend belegte sie bei der Sommer-Universiade in Taipeh mit 12,92 m den sechsten Platz. 2018 belegte sie bei den Afrikameisterschaften in Asaba mit 13,01 m den fünften Platz im Dreisprung, während sie sich mit 6,06 m auf dem sechsten Platz im Weitsprung klassierte. Im Jahr darauf wurde sie bei den Afrikaspielen in Rabat mit 12,77 m Siebte im Dreisprung sowie mit 5,80 m Zwölfte im Weitsprung. 2022 siegte sie überraschend mit 13,76 m bei den Afrikameisterschaften in Port Louis und belegte anschließend bei den Islamic Solidarity Games in Konya mit 13,64 m den siebten Platz.
2023 belegte sie bei den Spielen der Frankophonie in Kinshasa mit 13,19 m den fünften Platz im Dreisprung und schied anschließend bei den Weltmeisterschaften in Budapest mit 12,82 m in der Qualifikationsrunde aus. Im Jahr darauf gelangte sie bei den Afrikaspielen in Accra mit 13,07 m auf Rang sieben.
2021 wurde Kandji senegalesische Meisterin im Weit- und Dreisprung.

## Persönliche Bestleistungen
- Weitsprung: 6,26 m, 9. Mai 2021 in Dakar
- Dreisprung: 13,76 m (0,0 m/s), 12. Juni 2022 in Port Louis